# Astragalus ellipsoideus
Astragalus ellipsoideus är en ärtväxtart som beskrevs av Carl Friedrich von Ledebour. Astragalus ellipsoideus ingår i släktet vedlar, och familjen ärtväxter. Inga underarter finns listade i Catalogue of Life.